# Організм
Органі́зм (від лат. organismus, від лат. organizo — влаштовую, від дав.-гр. ὄργανον — знаряддя) — жива істота, частини якої впливають одна на одну так, що вони функціонують разом як біологічна система, що має різні рівні організації (молекулярний, клітинний, тканинний та ін.); це жива істота, яка володіє сукупністю властивостей:
- обмін речовин,
- ріст,
- розвиток,
- розмноження,
- спадковість та ін.,

які роблять її відмінною від неживої матерії.
Організми — основний предмет вивчення у біології. Для зручності всі організми розподіляються та класифікуються за різними групами і категоріями, що складають біологічну систему їх класифікації.
Найзагальніший їх поділ на ядерні і без'ядерні.
Більшість організмів мають клітинну будову. Формування цілісного організму — процес, який складається з диференціювання структур (клітин, тканин, органів) і функцій та їх інтеграції як в онтогенезі, так і в філогенезі.

## Значення терміна
Термін «організм» (грец. ὀργανισμός — organismos, з давньогрецької ὄργανον — organon, «інструмент, знаряддя, орган тіла») прямо пов'язаний з терміном «організація». Існує давня традиція визначення організму як створіння, що самоорганізується.
Останнім часом велися широкі дискусії про те, як дати найкраще визначення організму і навіть про те, чи таке визначення взагалі є необхідним. Деякі науковці висловили припущення, що категорія «організм», можливо, не зовсім адекватна для біології.

## Загальна будова організму
Організми складаються переважно з води, органічних вуглецевих сполук й часто з мінеральних чи посилених мінералами оболонок і скелетів.
Усі організми (тварини, рослини, гриби, найпростіші, бактерії, археї) складаються з клітин або мають синцитійну структуру. Окремі клітини та їхня сукупність мають певну структуру та компартментацію. Клітини відділені одна від одної та від зовнішнього світу так званими біомембранами. Кожна клітина має генетичну інформацію щодо її росту та всіх життєвих процесів. В ході росту клітини диференціюються в різноманітні органи, що переймають на себе певні функції, важливі для всього організму.

## Хімічна будова організму

### Елементи
Елементи, що містять організми, можна розділити на три групи:
- Макроелементи (~96 %) — вуглець (C), водень (H), кисень (O), які є основними елементами біомолекули.
- Олігоелементи (~3 %) — азот (N), фосфор (P), сірка (S), залізо (Fe), магній (Mg), калій (K), натрій (Na), кальцій (Ca), хлор (Cl).
- Мікроелементи (~1 %) — цинк (Zn), мідь (Cu), йод (I), фтор (F). Часом трапляються також такі елементи, як селен (Se), кобальт (Co), молібден (Mo), хоча останні є найпоширенішими елементами неживих організмів.

Кремній та алюміній, які є поширенішими елементами на Землі у порівнянні з вуглецем, не входять до складу організмів через обмежену здатність утворювати сполуки. Інертні гази та речовини, важче йоду (номер 53), також не входять до складу організмів.

### Біохімічні складові
Для організмів характерна наявність репродуктивних молекул. Сьогодні відомі полінуклеотиди ДНК та РНК, проте дослідники припускають, що й інші молекули можуть мати такі властивості. Організми містять також білки (протеїни), макромолекулярні вуглеводи (полісахариди), а також складні молекули на кшталт ліпідів та стероїдів. Усі ці макромолекули та складні молекули не трапляються у неживій природі й не можуть бути створені з неживої матерії. Натомість менші складові організму, такі як амінокислоти та нуклеотиди існують і в неживій природі, наприклад, їх було виявлено у міжзоряних газах або на метеоритах. Ці речовини можна добути також і небіологічним способом.
Окрім того, клітини організмів містять велику частку води, а також неорганічні речовини, розчинені в ній. Усі відомі життєві процеси відбуваються за присутності води.

## Властивості організму
Нижче наводиться таблиця властивостей організму та паралелей зі світу техніки, фізичних або хімічних систем.
| Властивість                                  | Приклад з життя організмів | Приклад з техніки, фізики або хімії |
| Ентропія                                     | Ентропія | Ентропія |
| -------------------------------------------- | --- | --- |
| Експорт                                      | Організми є селективно відкритими термодинамічними системами з підсистемами (органами), для яких властивий експорт ентропії. Актуальна ентропія організму утримується нижче максимально можливої межі, яка означає смерть.                                                                                                  | Технічні системи з механізмами саморемонту. Передача даних з корекцією помилок. Як і в живих організмів резервування (англ. Redundancy) забезпечує тут необхідну відстань між наразі досягнутою та максимально можливою ентропією. |
| Обмін енергією з середовищем                 | | |
| Вбирання енергії                             | Організм одержує енергію через їжу завдяки обміну речовин з середовищем. Рослини вбирають енергію світла шляхом фотосинтезу. На великих глибинах живуть мікроорганізми, що використовують сірку та сульфіди металів, яка входить до складу чорних курців, інші організми живуть у симбіозі з цими бактеріями (Хемосинтез)). | Скелі нагріваються за день, вбираючи енергію світла… |
| Віддача енергії                              | Усі організми, а особливо ссавці, віддають енергію безпосередньо у вигляді тепла та опосередковано через викид речовин. | … і знову віддають її протягом ночі. |
| Обмін речовин з середовищем                  | | |
| Приймання                                    | Приймання їжі | Заправка автомобіля бензином |
| Віддача                                      | Тварини віддають у середовище вуглекислий газ і воду | Викиди автомобіля, що переважно складаються з вуглекислого газу й води |
| Обмін речовин (хімічне перетворення речовин) | Характерний для всіх організмів (окрім вірусів, віроїдів та пріонів) | палаюча свічка |
| Обмін інформацією                            | | |
| Прийом інформації                            | Рослини розпізнають, як високо піднялося сонце. | Експонометр фотоапарата вимірює діафрагму |
| Передавання інформації                       | Попереджувальне забарвлення ос, мова бджіл та людей | Світлофор |
| Реакція на подразники середовища             | | |
| Адаптація, орієнтація                        | У рослин — тропізми (ростові рухи, що мають певну спрямованість), настії (ростові рухи, що не мають певної спрямованості). У тварин — таксиси (рухова реакція організму, яка здійснюється без участі нервової системи) та рефлекси (реакція, яка здійснюється за участю нервової системи).                                  | Сонячний елемент, що реагує на зміну висоти сонця |
| Ріст                                         | | |
| Збільшення об'єму                            | Клітини дріжджів внаслідок поділу клітин збільшуються в об'ємі. | Ріст кристалу кухонної солі |
| Поділ клітин                                 | Стовбурові клітини кісткового мозку. Поділ клітин (розмноження) не є «метою» життя, а наслідком росту: з ростом клітини її поверхня відносно маси зменшується. Це зменшує можливість експорту ентропії клітини. Поділ клітини знову збільшує поверхню, тож стає можливим експортувати більшу кількість ентропії.            | «Поділ клітин» є суто органічним терміном, тож тут не може бути жодних «неорганічних» паралелей. |
| Самовідтворення                              | | |
| Розмноження                                  | Клітини, що з'явилися завдяки поділу материнської клітини, подібні на неї. Копії ДНК, тобто спадковість. | Технічні системи ще не вийшли на цей рівень, проте теоретична можливість існує. Комп'ютерні програми вже сьогодні здатні копіювати самих себе (комп'ютерні віруси).                                                                |
| Речовинна основа                             | | |
| Основні складові                             | біомолекули | молекули води |
| Носії інформації                             | ДНК, РНК | кристали металів |

## Класифікація

Співвідношення основних таксономічних рангів

Усі живі організми на Землі поділяють на дві великі групи: неклітинне життя або афанобіонти та клітинне життя.
Базовим елементом в біологічній класифікації організмів є вид.
Тоді як домен є таксономічною категорією найвищого рангу, яка включає декілька царств (в деяких, особливо застарілих, системах біологічної класифікації царство розглядають як найвищий ранг).
Термін «домен» було запропоновано в 1990 році Карлом Воузом, який розділив всі клітинні організми за системою трьох доменів:
- Археї (Archaea)
- Бактерії (Bacteria)
- Еукаріоти (Eukaryota)

За науковою класифікацією живих організмів (альфа-таксономія) кожен живий організм, що існує зараз або вже вимер, класифікується за рангами. Ранги поділяються на основні та додаткові. Основні таксономічні ранги (категорії) обов'язково присутні в класифікації будь-якого організму, і є такими:
- Домен (domain)
- Царство (regnum)
- Тип (phylum) (для тварин) або Відділ (division ) (для рослин, бактерій, архей та грибів)
- Клас (classis)
- Ряд (ordo) (для тварин) або Порядок (для рослин та ін.)
- Родина (familia)
- Рід (genus)
- Вид (species)

Приклад: біологічна класифікація людини (вид Людина розумна)
- Домен — Ядерні (Eukaryota)
- Царство — Тварини (Animalia)
- Тип — Хордові (Chordata)
- Підтип — Черепні (Craniata)
- Надклас — Щелепні (Gnathostomata)
- Клас — Ссавці (Mammalia)
- Підклас — Плацентарні, або вищі звірі (Eutheria)
- Ряд — Примати (Primates)
- Родина — Гомініди (Hominidae)
- Рід — Людина (Homo)
- Вид — Людина розумна (Homo sapiens)